# پکت تریسر
سیسکو پَکِت ترِیسِر (به انگلیسی: Cisco Packet Tracer) یک نرم‌افزار شبیه‌ساز شبکه رایانه‌ای است که توسط سیسکو سیستمز طراحی شده‌است و به کاربر اجازه می‌دهد محیط یک شبکه را شبیه‌سازی کنند. از آنجایی که تهیه تمامی سخت‌افزارهای مورد نیاز برای آموزش به دلیل هزینه‌بر بودن امری دشوار است، این نرم‌افزار برای علاقه‌مندان به یادگیری شبکه مفید است.

## ویژگی‌ها

### ویژگی‌های تازه نسخهٔ 7.2[۳]
- پشتیبانی از PPPoE
- 802.1x
- سرور TCP واقعی
- وب‌سوکت واقعی
- درجه‌بندی بلادرنگ فعالیت
- ویژگی‌های امنیتی اضافی IOS

### ویژگی‌های تازه نسخهٔ ۶٫۰
- IOS ورژن ۱۵
- ماژول‌های HWIC-2T و HWIC-8A
- پشتیبانی از HSRP
- تنظیمات BGP